# Mod

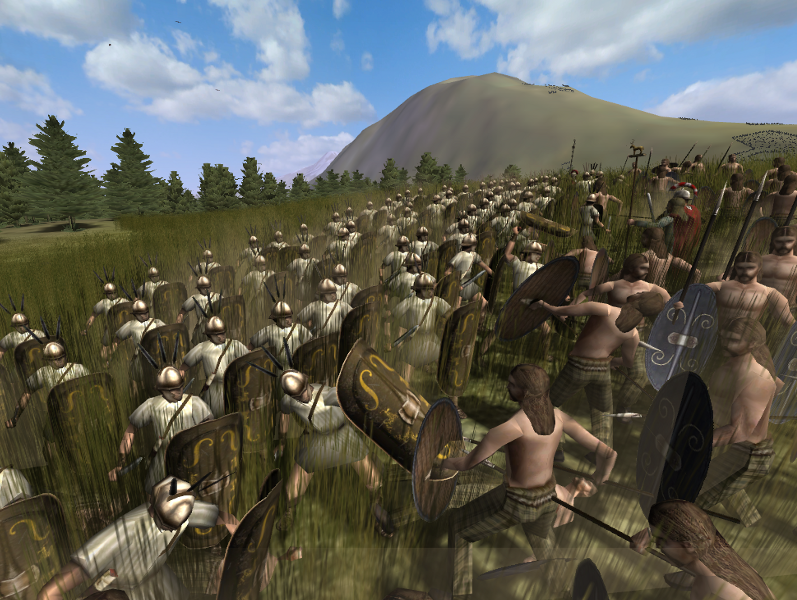
Bojová scéna ze hry Rome: Total War s modem Europa Barbarorum

Mod je v informatice neoficiální rozšíření, které modifikuje (mění) chování cílového programu – toto označení se však spíše používá v kontextu herního softwaru (pro neherní software se používá termín plugin). Mody buď můžou přidávat novou funkcionalitu do programu nebo fungovat jako závislost pro jiné mody, přičemž konkrétní seskupení více modů se nazývá modpack. Mod někdy může tvořit i naprosto originální hru, pouze postavenou na základě hry původní.
Tvůrci moderních videoher navrhují softwarovou architekturu hry s důrazem na možnost snadné úpravy bez nutnosti rekompilace celého projektu. Tato otevřenost změnám zůstane ve hře i po jejím vydání, takže i hráči mohou hru měnit bez větší námahy.
Různé profesionální firmy (např. id Software, Valve Corporation, Bethesda Softworks a Epic Games) věnují velkou péči nástrojům pro vytváření modů k jejich vlastním hrám s tím, že i neoficiální mody přinesou úspěch původní hře. Nejznámějším takovým modem je pravděpodobně Counter-Strike, odvozený od hry Half-Life.